# Sant Martí de Romanyà
Sant Martí de Romanyà és l'església parroquial de l'entitat de població de Romanyà de la Selva, al municipi baixempordanès de Santa Cristina d'Aro, dedicada a l'advocació de Sant Martí de Tours. És un monument protegit i inventariat dins el Patrimoni Arquitectònic Català.

## Descripció
L'edifici que acull l'església parroquial és un immoble d'estil del primer romànic dels segles x i xi, dedicada el 1019. De planta de creu grega, l'absis de planta trapezoïdal es troba al braç de llevant i les voltes de canó són reforçades amb arcs de ferradura. A la intersecció dels braços del transsepte s'hi dreça una estructura pseudocopular, molt més elevada que la resta d'espais, la qual cosa fa sobresortir aquest creuer pel dessobre dels braços del cos. Tot i que és considerada una construcció preromànica, té ja elements constitutius del romànic ple, com les finestres de doble esqueixada. La porta d'accés al temple se situa a migdia.
Com a element posterior, hom troba el campanar, d'un estil romànic més evolucionat. Es tracta d'una torreta quadrada d'un sol pis amb finestres geminades de columneta i capitell mensuliforme, sense decoració. Es construí annexat al cos central, en part sobre el braç nord del creuer. Es data entre els segles XI i xii, amb un afegit piramidal a la cúspide d'època més moderna.
En una cronologia similar a la del campanar s'afegí una sagristia al braç sud del creuer que desfigura la forma original de l'absis. Al costat del temple, s'hi situaven la rectoria i el cementiri parroquial. El cementiri fou clausurat el 1911 per raons higièniques i traslladat als afores de la població. Per la seva banda, la rectoria fou desafectada a mitjan segle xx.

## Història

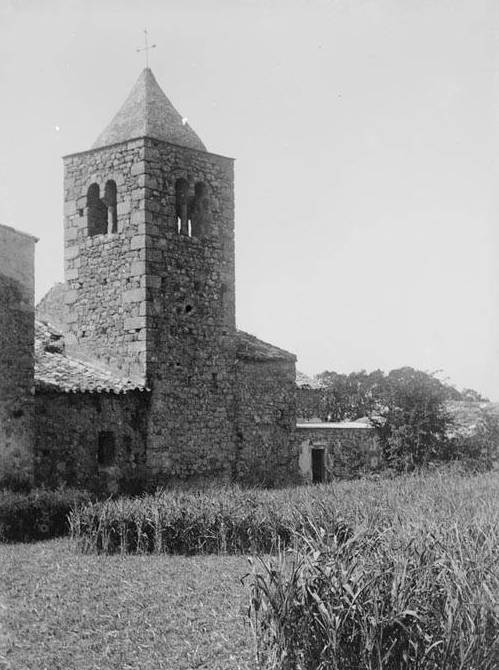
Fotografia de tombant de segle XX del campanar de l'església de Sant Martí, realitzat per Joaquim Morelló

Situada al cim de la serra, en el contrafort que separa la Vall d'Aro de la de Calonge, va pertànyer a l'arxidiaconat de la Selva; actualment pertany a l'arxiprestat de la Bisbal. El lloc apareix esmentat com a possessió del monestir de Sant Feliu de Guíxols el 968, i de manera més explícita en unes donacions fetes pels comtes de Barcelona el 1016.
En la restauració realitzada vers el 1970 va aparèixer una porta preromànica al mur N. Als voltants també s'han trobat restes romanes. A l'interior es conserva una imatge tallada en fusta que representa sant Martí, feta al segle XX per l'escultor olotí Modest Fluvià.

## Misses
S'hi celebren misses durant tot l'any el segon diumenge de cada mes, a la una del migdia. El juliol i agost, el segon i quart diumenge, a la una del migdia. També hi ha celebracions extraordinàries per Nadal, diumenge de Pasqua i el diumenge de la festa major de Romanyà de la Selva (setembre).